# Tuulijoki
Der Tuulijoki (russisch Тула Tula, Лужма, Туулийоки) ist ein Fluss in der russischen Republik Karelien und in der finnischen Landschaft Nordkarelien.
Der 16 km lange Fluss bildet den Abfluss des Sees Tulos (finnisch Tuulijärvi). Nach etwa 10 km passiert er die russisch-finnische Grenze.
Er durchfließt anschließend den See Heinäjärvi und mündet in den vom Lieksanjoki durchflossenen See Polvijärvi.
In Finnland bildet er die westliche Grenze des Ruunaa-Erholungsgebiets.